# 잠실섬
잠실섬(蠶室―)은 서울특별시 송파구 잠실동과 신천동 일대에 있던 한강의 섬이다. 홍수가 날 때에는 잠실섬, 부리도(浮里島), 무동도(舞童島)라는 세 개의 섬으로 분리되었으며, 물이 부족할 때에는 강 남쪽의 육지에 붙기도 하였다. 1970년대에 잠실지구 종합개발계획을 시행하며 육지가 되었다.

## 역사

### 조선
| Daedongyeojido (Gyujanggak) 01-08.jpg | Daedongyeojido (Gyujanggak) 01-07.jpg |
|                                       |                                       |

잠실섬은 조선 시대에 누에치기를 하던 잠실이 있어 붙은 이름이다. 부리도는 홍수가 나면 물에 홀로 떠 있는 것처럼 보인다 하여 유래된 것인데, '물에 떠내려온 섬'이라 하여 부래도(浮來島)로도 불렸다. 무동도는 섬 남쪽에 춤추는 어린아이와 같이 생긴 바위가 있어 생긴 이름이다.

### 근대

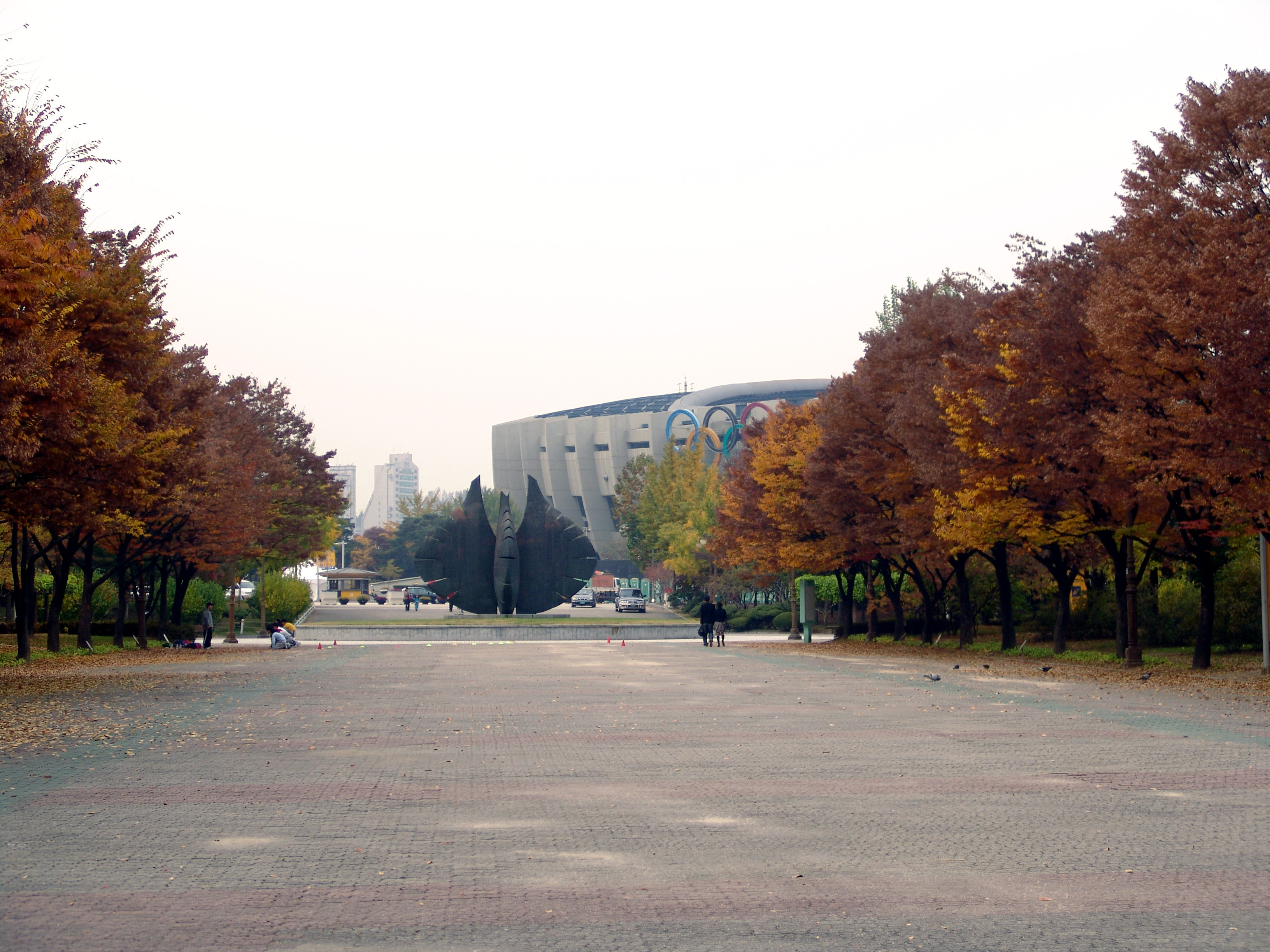
잠실섬과 부리도 자리에 있는 종합운동장

본래 광진구 자양동에 붙은 육지였으나 큰 홍수로 신천강이 생겨나 육지와 영구히 분리되고, 기존의 한강은 송파강이 되었다. 1914년의 행정구역상 잠실섬은 경기도 고양군 뚝도면 잠실리와 신천리, 부리도는 광주군 언주면 삼성리, 무동도는 광주군 언주면 삼성리였다.
1960년대 후반에 들어, 서울특별시에서는 여러 지역에 걸쳐 한강 공유수면 매립사업을 추진하였다. 그 중 하나로 서울시는 1969년 1월 21일 잠실섬 일대의 공유수면 매립 인가 신청서를 건설부에 제출하나, 이 신청은 곧 반려되었다. 김학렬 당시 총리가 현대건설·대림산업·극동건설·삼부토건·동아건설의 5개 사에 매립 공사의 이권을 주고, 그 조건으로 정치 자금을 제공받기로 하였기 때문이다.
1970년 11월 3일, 반포지구 공유수면 매립을 위하여 현대건설·대림산업·극동건설의 합작으로 설립되었던 경인개발주식회사에서 잠실지구 매립 인가 신청서를 서울시에 제출하였고, 이듬해 2월 1일 건설부에서 사업을 인가하였다. 1971년 2월 17일 잠실섬 남쪽의 송파강을 막으면서 섬의 북동쪽을 절개하여 신천강을 넓히는 공사에 착수하여, 같은 해 4월 15일 물을 막는 작업을 완료하였다. 실제로 실시계획이 인가된 때는 1971년 6월 19일이었고, 다음달 13일에 5개 사가 합작한 잠실개발주식회사가 설립되어 잠실지구 매립에 관한 권한 일체를 이전받았다.
매립은 한강에서 준설한 토사로 진행하다가, 토사량이 부족해지자 몽촌토성을 헐어 강을 메우는 방안이 고려되기도 하였으나 무산되었다. 결국 연탄재를 비롯한 폐기물로 매립을 완료하여 1977년 3월 9일과 이듬해 6월 29일에 각각 준공하였다. 1973년 박정희 대통령의 지시에 따라 국가 장기 개발계획의 하나로 주변의 마을과 땅을 합한 340만평에 서울종합운동장과 아파트 단지를 만드는 잠실지구 종합 개발계획 사업이 추진되어 새로운 개발지로 변모하였다. 메우지 않은 곳은 현재의 석촌호수가 되었다.

## 마을
잠실섬 일대에는 새내마을, 잠실마을, 부렴마을이라는 마을이 있었다.
- 새내마을 : 100여 가구가 넘는 큰 마을이었다. 마을이 사라질 때까지 전기 사용도 할 수 없었으며, 체한 사람에게 효험이 있다던 우물이 유명하였다. 사라질 당시 마을이 다소 남쪽으로 이동되어, 마을 일부는 현재의 제방 안쪽에 있다. 이곳 사람들은 당시의 신천동-잠실동 경계를 넘어 잠실본동 새마을시장 주변으로 이주하여, 이는 공식적인 행정구역과 관계 없이 그 일대를 ‘신천’ 또는 ‘새마을’이라고 부르는 계기가 되었으며, 이후 한강 공유수면을 제외하고 송파대로 이서의 신천동이 잠실동으로 편입되고 신천동이 동쪽으로 확장되고, 원래 주민이 희박했던 신천동에 주택이 들어서면서 지명에 혼란이 생겼다. 2001년, 잠실본동 잠실공원에 새내마을 내력비를 건립하였다.[8]
- 잠실마을 : 30여 가구가 넘는 마을이었다.[8]
- 부렴마을 : 부리도에 있던 50여 가구가 넘는 마을이었다. 앞의 두 마을에서는 거의 기르지 않던 뽕나무 묘목을 재배하여 팔았으며, 상신제(桑神祭)를 올리던 500년 넘은 뽕나무도 있었다. 지금의 잠실7동 아시아공원과 정신여자중학교 근처에 있었으며, 아시아공원에 건립한 부리도 기념비 앞에서 지금도 상신제를 올리고 있다.[8] 마을의 명칭은 작은 섬을 나타내는 말인 염[嶼]이 부리(浮里) 또는 부래(浮來)와 합쳐져 붙은 것으로 보인다.

### 생활
잠실섬 일대는 조선 시대부터 양잠을 치는 곳으로 유명하였으나, 홍수가 거듭되어 조선 후기로 올수록 잠실섬에서의 양잠은 잠원동의 ‘신잠실’로 옮겨가며 사라졌다. 일제 강점기에 이르러서는 밀이나 메밀 따위를 경작하였으며, 한국 전쟁 이후에는 무나 배추, 땅콩이나 수박 등을 재배하여 주로 서울 시내로 공급하였다.
잠실섬은 지대가 낮았기 때문에 이곳 사람들은 여름이면 홍수를 피하여 높은 곳으로 대피하여야 하였다. 청평댐의 배수가 시작되면 공동 노동으로 쌓은 피수대로 모였으며, 거기서 배를 타거나 현재 어린이대공원 자리에 있었던 미군 부대에서 띄운 헬리콥터를 타, 섬 인근의 자양동이나 봉은사로 대피하였다.
1971년에 잠실섬 매립을 위한 방조제 공사가 완료되어, 이듬해인 1972년부터 1973년까지 주민에 대한 토지 보상이 이루어졌다. 원래의 집이나 땅에 등기가 있었을 경우 면적의 40% 가량을 계산하여 잠실7동의 땅으로 불하(拂下)받았고, 없었을 경우 살 수 있는 최소한의 땅만 받을 수 있었다. 그러나 1976년부터 아파트 대단지가 들어서기 시작하였고, 외지인이 많아지면서 토박이는 그만큼 줄어들었다.

## 같이 보기
- 신천강, 송파강
- 석촌 호수
- 잠실
- 탄천
- 뚝섬

## 참고 문헌
- 손정목 (2003). 《서울 도시계획 이야기 3》. 경기: 한울. ISBN 9788946049185.